# Слишкович, Владимир
Влади́мир Сли́шкович (босн. Vladimir Slišković; 20 февраля 1983 года, Мостар, СФРЮ) — боснийский футболист и тренер. Главный тренер российского клуба «Оренбург».

## Клубная карьера
Воспитанник «Зриньски», в 17 лет подписал профессиональный контракт с клубом. В 2003 году перешёл в «Железничар», но через сезон покинул клуб из-за хронического воспаления правой почки. Пропустил из-за этого два года. После этого он вернулся в «Зриньски». В 2008 году принял решение завершить карьеру футболиста.

## Тренерская карьера
Начинал свою карьеру тренером академии «Зриньски», затем был ассистентом своего отца Блажа в мединском «Аль-Ансаре» и «Циндао Чжуннэн». После этого вернулся в «Зриньски», попутно став ассистентом главного тренера сборной Боснии и Герцеговины до 16 лет. В 2016 году мог возглавить сборную Кении или Эфиопии. С февраля по август 2017 года возглавлял «Хунань Биллоуз». Для получения лицензии UEFA Pro Слишкович, благодаря Ивану Чурковичу, стажировался в «Сент-Этьене».
17 июня 2022 года Слишкович стал ассистентом Гильермо Абаскаля в московском «Спартаке», с которым он был знаком ранее. До этого он два года находился без команды. Слишкович являлся для Абаскаля правой рукой в команде. 14 апреля 2024 года, после ухода Абаскаля с поста главного тренера «Спартака», стал исполнять его обязанности. До этого Слишкович уже возглавлял команду во время дисквалификаций Абаскаля: осенью 2022 года «Спартак» при нём разгромил «Химки» (5:0), в декабре 2023 года — «Крылья Советов» (3:0), а весной 2024 года «Спартак» сыграл нулевую ничью с «Зенитом». В первом матче на посту исполняющего обязанности главного тренера в Кубке России сыграл нулевую ничью с «Зенитом». Первый матч в чемпионате России провёл 21 апреля 2024 года против «Ростова», где команда Слишковича разгромила жёлто-синих со счётом 5:1; эта победа стала самой крупной гостевой для «Спартака» за восемь лет и самой крупной выездной победой над «Ростовом» в истории. По итогам апреля 2024 года был признан лучшим тренером месяца РПЛ. 16 мая 2024 года «Спартак» объявил о назначении Деяна Станковича на пост главного тренера клуба, а Слишкович должен был стать его ассистентом. Однако 29 мая 2024 года Слишкович покинул «Спартак» по собственному желанию. Под его руководством «красно-белые» не потерпели ни одного поражения в матчах РПЛ.
7 октября 2024 года возглавил «Оренбург».

## Тренерская статистика
| Команда                  | Начало работы  | Завершение работы | Показатели команды | Показатели команды | Показатели команды | Показатели команды | Показатели команды | Показатели команды | Показатели команды | Показатели команды |
| Команда                  | Начало работы  | Завершение работы | И                  | В                  | Н                  | П                  | МЗ                 | МП                 | РМ                 | % побед            |
| ------------------------ | -------------- | ----------------- | ------------------ | ------------------ | ------------------ | ------------------ | ------------------ | ------------------ | ------------------ | ------------------ |
| Спартак (Москва) (и. о.) | 14 апреля 2024 | 29 мая 2024       | 10                 | 5                  | 4                  | 1                  | 14                 | 5                  | +9                 | 050,00             |
| Итого                    | Итого          | Итого             | 10                 | 5                  | 4                  | 1                  | 14                 | 5                  | +9                 | 050,00             |

## Личная жизнь
Владимир родился в футбольной семье. Отец — футболист и тренер Блаж (род. 1959), боснийский хорват, выступавший за сборную Югославии и тренировавший сборную Боснии и Герцеговины, дед — Влатко, также был футболистом. Помимо своего родного языка, он также знает русский, французский, английский и итальянский. Женат на россиянке из Санкт-Петербурга Ирине, с которой познакомился в Будапеште, пара воспитывает сына.

## Достижения
- Лучший тренер месяца РПЛ: апрель 2024[12]